# Han kom om natten
Han kom om natten (originaltitel:  The Talk of the Town) är en amerikansk screwballkomedi från 1942.

## Handling
När en fabrik brinner ner blir den politiska aktivisten Leopold Dilg (Cary Grant) misstänkt för dådet. Han blir fängslad men lyckas snart fly. För att gömma sig för polisen flyr han till sin gamla flamma, Nora Shelley (Jean Arthur). Problemet är att huset han gömmer sig i är redan uthyrt till juridikprofessorn (och kandidat till USA:s högsta domstol) Michael Lightcap (Ronald Colman). Med hjälp av Dilg och Shelley blir snart Lightcap inblandad i allting och går ifrån juridik i teorin till juridik i praktiken...

## Om filmen
Filmen nominerades till sju Oscars, bl.a. Bästa film, men vann inga.

## Rollista (i urval)
- Cary Grant - Leopold Dilg - Joseph
- Jean Arthur - Miss Nora Shelley
- Ronald Colman - Professor Michael Lightcap
- Edgar Buchanan - Sam Yates
- Glenda Farrell - Regina Bush
- Charles Dingle - Andrew Holmes
- Lloyd Bridges - Donald Forrester